# Swindon
Swindon este un oraș și o Autoritate Unitară în regiunea South West England. Orașul propriu zis Swindon are concentrată cea mai mare parte din populație, având peste 155.000 locuitori.

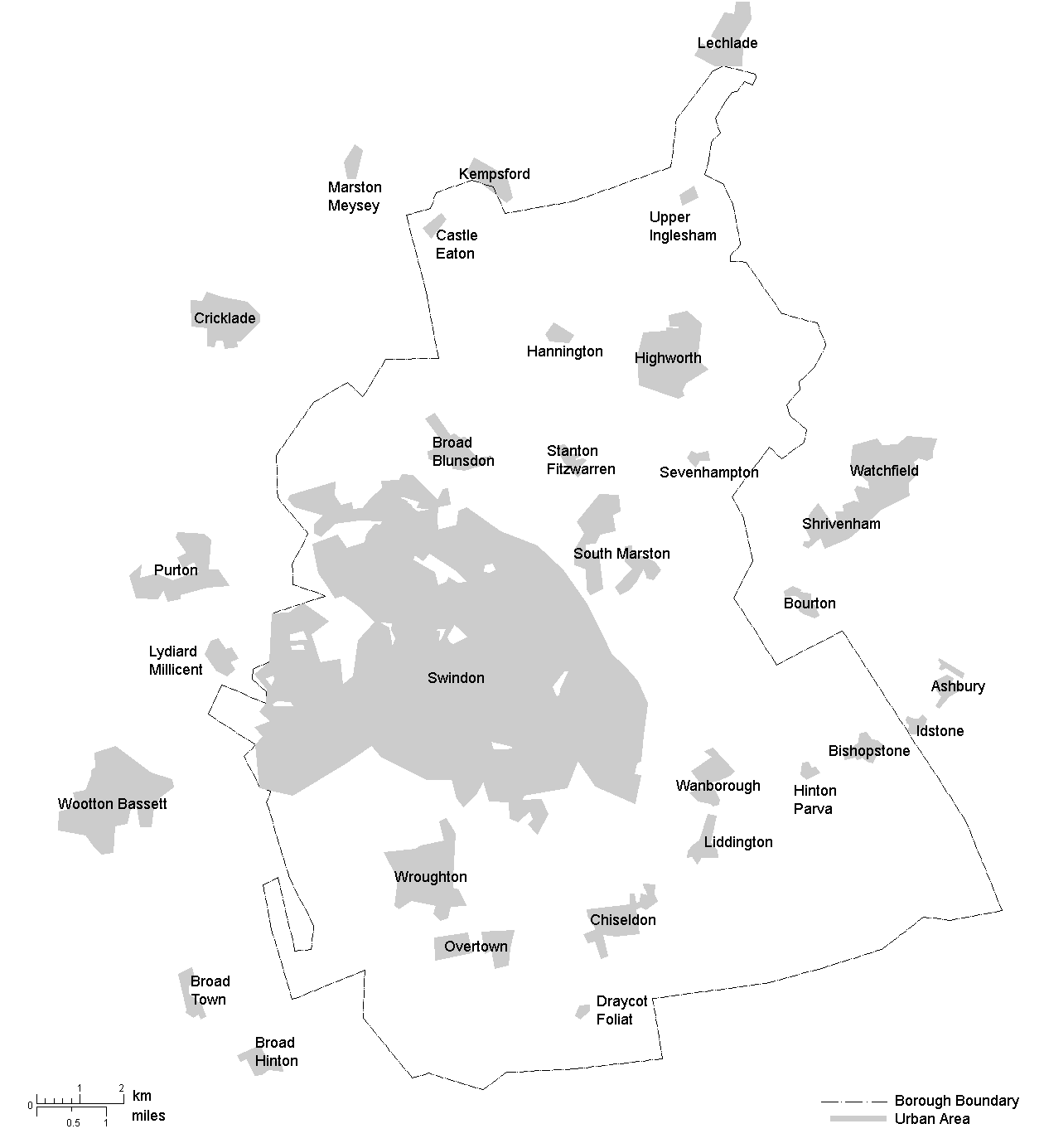
Harta Districtului Swindon

## Orașe în cadrul districtului
- Swindon;
- Highworth;